# Cyclisme aux Jeux olympiques d'été de 2020
Navigation
Rio de Janeiro 2016 Paris 2024

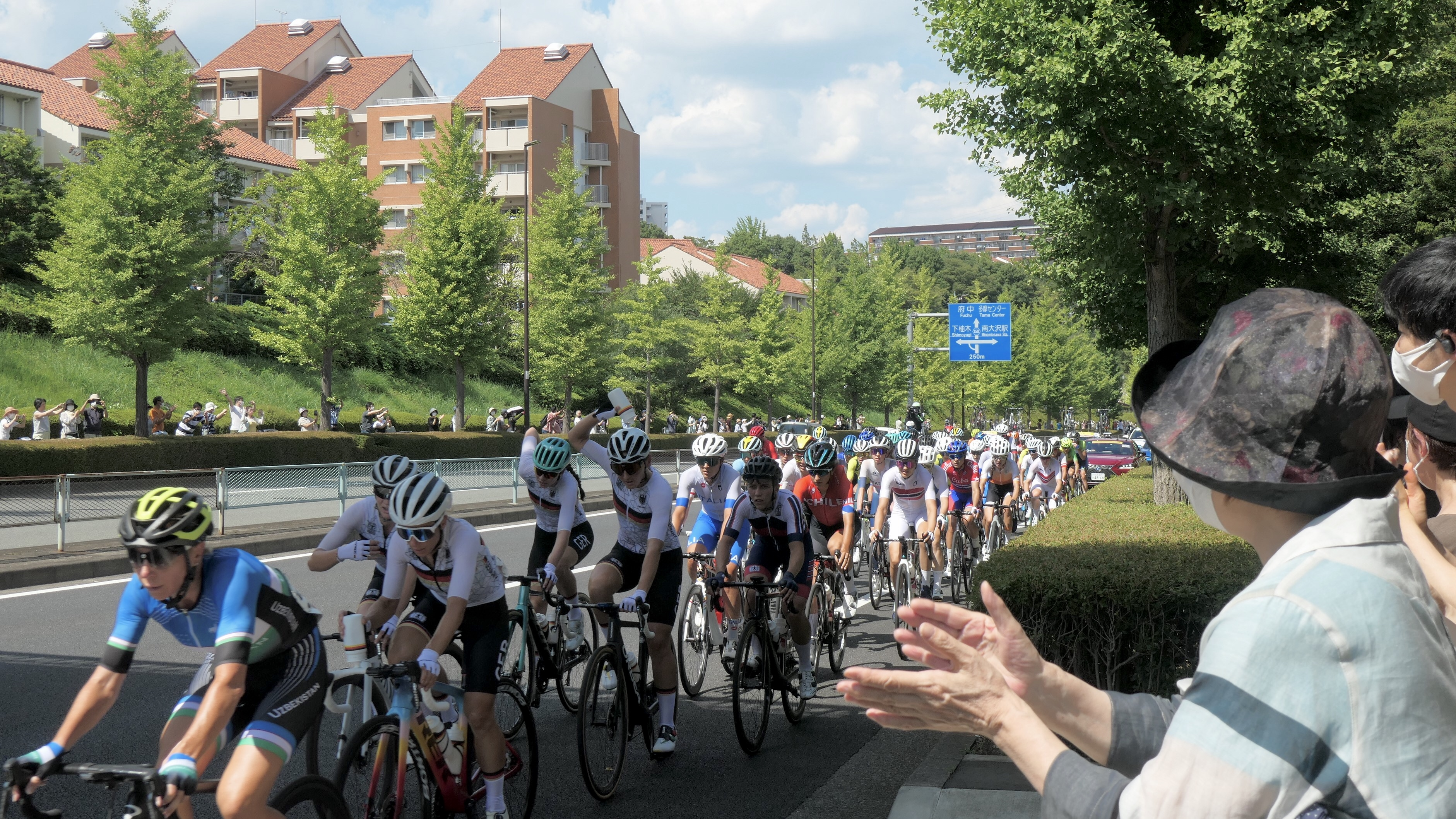
Route

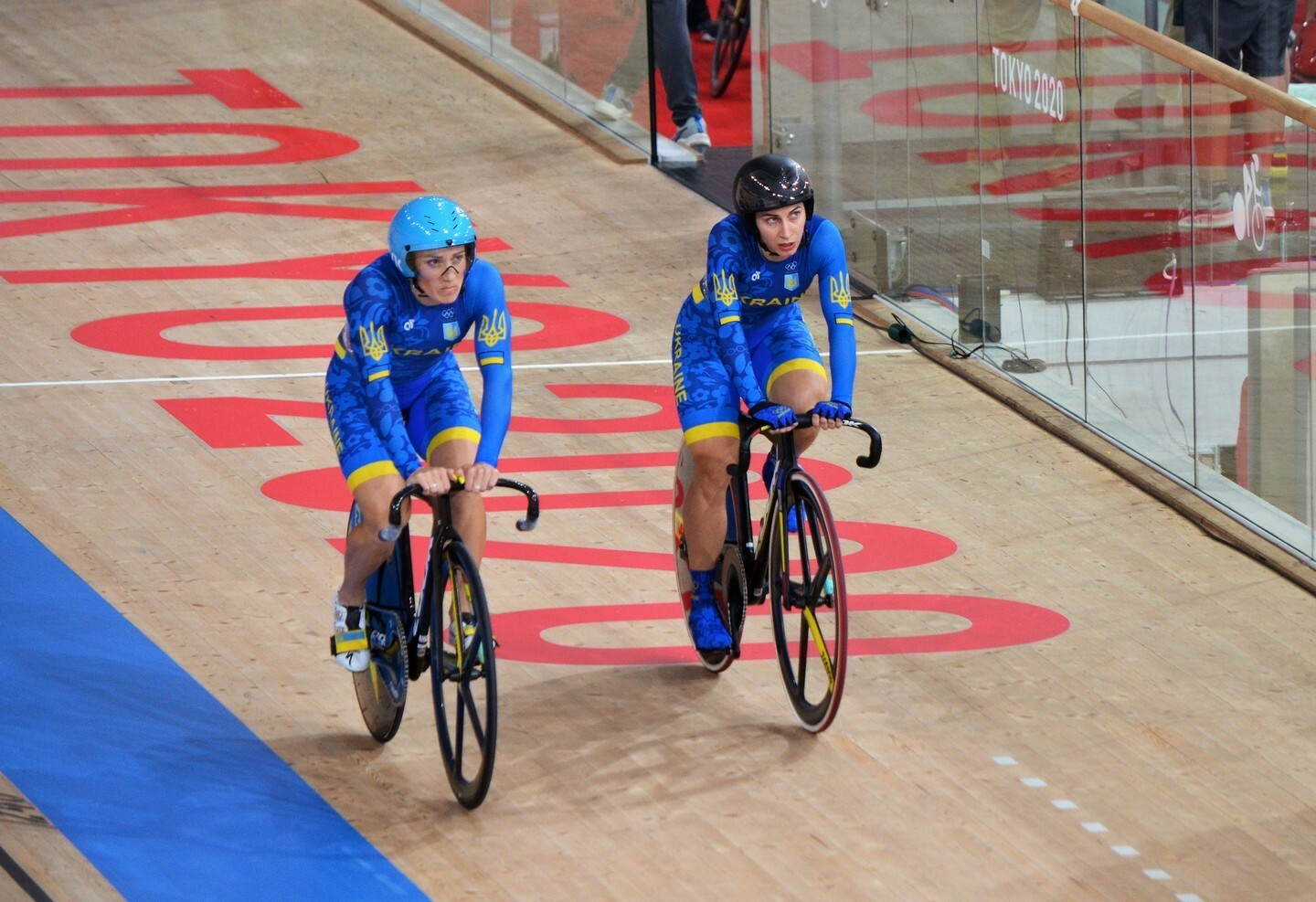
Piste

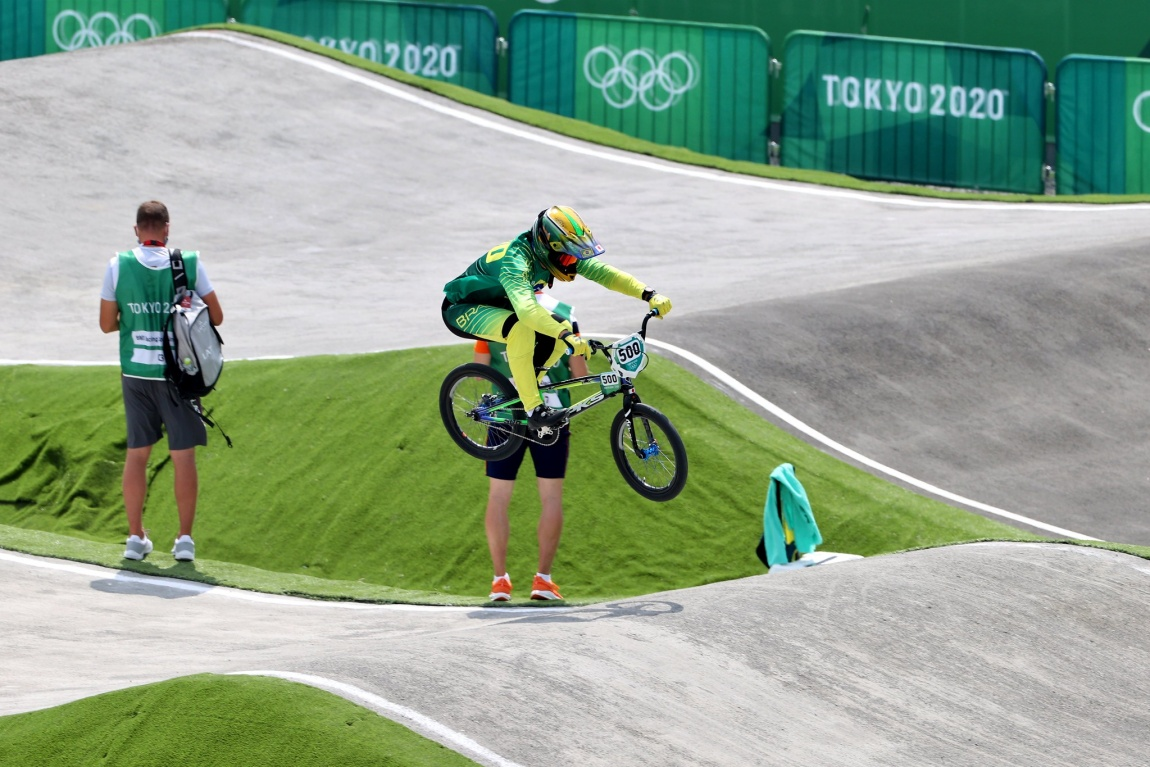
BMX

Les compétitions de cyclisme aux Jeux olympiques d'été de 2020 se déroulent à Tokyo (Japon) du 24 juillet au 8 août 2021.
Les sites sélectionnés sont le Vélodrome d'Izu pour le cyclisme sur piste, l'Olympic BMX Course pour le BMX, l'Izu Mountain Bike Course pour le VTT, ainsi que le Musashinonomori Park et le Fuji Speedway pour les épreuves sur route. Vingt-deux épreuves sont au programme, soit quatre de plus que l'édition 2016.
Le cyclisme est au programme des Jeux olympiques d'été depuis la première édition en 1896, tout comme l'athlétisme, la gymnastique artistique, l'escrime et la natation. Par rapport à l'édition 2016, quatre titres supplémentaires sont en jeu : il s'agit du retour de la course à l'américaine (première apparition pour les femmes) et de l'apparition du BMX freestyle.
La mainmise de la Grande-Bretagne sur les épreuves de vélodrome s'est relâchée pour la première fois depuis 2008. Néanmoins avec trois médailles d'or, trois d'argent et une de bronze en cyclisme sur piste, ainsi qu'une campagne de VTT et de BMX réussie (trois médailles d'or, une d'argent et une de bronze), la Grande-Bretagne domine le tableau des médailles du cyclisme pour les quatrièmes Jeux olympiques d'affilée avec douze médailles, dont six d'or. Elle est suivie de près par les Pays-Bas avec également douze médailles mais cinq en or. À elles deux, les deux meilleures nations ont remporté la moitié de toutes les médailles d'or attribuées en cyclisme ; aucune autre nation n'en a remporté plus d'une.

## Site des compétitions
Le cyclisme sur piste était prévu pour un site temporaire à Ariake. Pour économiser 100 millions de dollars de coûts de construction, il a été annoncé, après des mois de négociations, que le site du cyclisme sur piste était devenu celui existant à Izu. L'Union cycliste internationale (UCI) s'est dans un premier temps opposée à cette tentative de repousser les épreuves à 120 kilomètres de Tokyo à Izu. Elle craignait que cela nuise à l’expérience olympique des athlètes et des supporters. Finalement, elle a accepté de changer. La Fédération japonaise de cyclisme et les autorités locales se sont engagées à établir à Izu un centre cycliste multisport pour créer des programmes cyclistes locaux et développer le sport cycliste.
Pour le cyclisme sur route, le départ et l’arrivée étaient initialement prévus au jardin du palais impérial. Plus tard, il a été annoncé que les arrivées se feraient au Fuji Speedway avec le début des courses sur route au Musashinonomori Park.
Source
| Lieu                     | Secteur        | Sport                                                                 | Date                  | Compétitions | Capacité |
| ------------------------ | -------------- | --------------------------------------------------------------------- | --------------------- | ------------ | -------- |
| Musashinonomori Park     | Heritage Zone  | Cyclisme sur route (départ des courses en ligne)                      | 24-25 juillet         | 0            |          |
| Fuji Speedway            | Outside Tokyo  | Cyclisme sur route (Contre-la-montre et arrivée des courses en ligne) | 24-28 juillet         | 4            |          |
| Izu Mountain Bike Course | Outside Tokyo  | VTT                                                                   | 26-27 juillet         | 2            |          |
| Ariake Urban Sports Park | Tokyo Bay Zone | BMX (freestyle et course)                                             | 29 juillet - 1er août | 4            | 5 000    |
| Vélodrome d'Izu          | Outside Tokyo  | Cyclisme sur piste                                                    | 2 - 8 août            | 12           | 4 300    |

## Organisation

### Qualifications
Le Japon, en tant que pays hôte, reçoit 1 quota garanti par sexe dans les épreuves de BMX racing, de BMX freestyle et de VTT et 2 places de quota par genre dans les épreuves en ligne sur route (aucune place n'est garantie en contre-la-montre sur route ou lors des épreuves sur piste). La plupart des qualifications se font par le biais des classements UCI, certaines places sont attribuées lors des championnats du monde ou de qualifications continentales.

### Nations participantes
Le Japon, en tant que pays hôte, reçoit d'office un quota de huit places minimum.
Entre parenthèses, le nombre de coureurs qualifiés
- Afrique du Sud (11)
- Algérie (2)
- Allemagne (28)
- Argentine (3)
- Athlètes réfugiés (2)
- Australie (29)
- Autriche (8)
- Azerbaïdjan (1)
- Belgique (15)
- Biélorussie (4)
- Brésil (5)
- Burkina Faso (1)
- Canada (24)
- Chili (3)
- Chine (7)
- Chypre (1)
- Colombie (10)
- Corée du Sud (2)
- Costa Rica (3)
- Croatie (1)
- Cuba (1)
- Danemark (17)
- Équateur (4)
- Égypte (1)
- Érythrée (3)
- Espagne (12)
- Estonie (3)
- États-Unis (27)
- Éthiopie (1)
- France (28)
- Grande-Bretagne (26)
- Grèce (3)
- Guatemala (1)
- Hong Kong (5)
- Hongrie (3)
- Iran (1)
- Irlande (7)
- Israël (2)
- Italie (24)
- Japon (16)
- Kazakhstan (5)
- Lettonie (4)
- Lituanie (5)
- Luxembourg (3)
- Malaisie (2)
- Maroc (1)
- Mexique (6)
- Namibie (4)
- Norvège (9)
- Nouvelle-Zélande (19)
- Panama (1)
- Paraguay (1)
- Pays-Bas (28)
- Ouzbékistan (2)
- Pérou (1)
- Pologne (17)
- Portugal (4)
- Tchéquie (7)
- ROC (18)
- Roumanie (2)
- Rwanda (1)
- Slovaquie (2)
- Slovénie (6)
- Suède (1)
- Suisse (20)
- Suriname (1)
- Taipei chinois (1)
- Thaïlande (1)
- Trinité-et-Tobago (3)
- Turquie (2)
- Ukraine (5)
- Venezuela (2)

### Calendrier
| S | Séries/Tours préliminaires | ¼ | Quarts de finale | ½ | Demi-finales | F | Finale |

| Compétition ↓ / Date →   | Sam 24 | Dim 25 | Lun 26 | Mar 27 | Mer 28 | Jeu 29 | Ven 30 | Ven 30 | Sam 31 | Dim 1 |
| ------------------------ | ------ | ------ | ------ | ------ | ------ | ------ | ------ | ------ | ------ | ----- |
| BMX freestyle            |        |        |        |        |        |        |        |        |        |       |
| BMX freestyle hommes     |        |        |        |        |        |        |        |        | S      | F     |
| BMX freestyle femmes     |        |        |        |        |        |        |        |        | S      | F     |
| BMX racing               |        |        |        |        |        |        |        |        |        |       |
| BMX racing hommes        |        |        |        |        |        | ¼      | ½      | F      |        |       |
| BMX racing femmes        |        |        |        |        |        | ¼      | ½      | F      |        |       |
| Cyclisme sur route       |        |        |        |        |        |        |        |        |        |       |
| Course en ligne hommes   | F      |        |        |        |        |        |        |        |        |       |
| Contre-la-montre hommes  |        |        |        |        | F      |        |        |        |        |       |
| Course en ligne femmes   |        | F      |        |        |        |        |        |        |        |       |
| Contre-la-montre femmes  |        |        |        |        | F      |        |        |        |        |       |
| VTT                      |        |        |        |        |        |        |        |        |        |       |
| VTT cross-country hommes |        |        | F      |        |        |        |        |        |        |       |
| VTT cross-country femmes |        |        |        | F      |        |        |        |        |        |       |

| Date →                       | Lun 2 | Lun 2 | Lun 2 | Mar 3 | Mar 3 | Mar 3 | Mer 4 | Jeu 5 | Jeu 5 | Jeu 5 | Jeu 5 | Ven 6 | Ven 6 | Sam 7 | Sam 7 | Dim 8 | Dim 8 | Dim 8 | Dim 8 |
| ---------------------------- | ----- | ----- | ----- | ----- | ----- | ----- | ----- | ----- | ----- | ----- | ----- | ----- | ----- | ----- | ----- | ----- | ----- | ----- | ----- |
| Keirin hommes                |       |       |       |       |       |       |       |       |       |       |       |       |       | S     | S     | ¼     | ½     | F     | F     |
| Vitesse individuelle hommes  |       |       |       |       |       |       | S     | S     | ¼     | ¼     | ¼     | ½     | F     |       |       |       |       |       |       |
| Vitesse par équipes hommes   |       |       |       | S     | ½     | F     |       |       |       |       |       |       |       |       |       |       |       |       |       |
| Poursuite par équipes hommes | S     | S     | S     | ½     | ½     | ½     | F     |       |       |       |       |       |       |       |       |       |       |       |       |
| Course à l'américaine hommes |       |       |       |       |       |       |       |       |       |       |       |       |       | F     | F     |       |       |       |       |
| Omnium hommes                |       |       |       |       |       |       |       | SC    | TE    | EL    | CP    |       |       |       |       |       |       |       |       |
| Keirin femmes                |       |       |       |       |       |       | S     | ¼     | ½     | F     | F     |       |       |       |       |       |       |       |       |
| Vitesse individuelle femmes  |       |       |       |       |       |       |       |       |       |       |       | S     | S     | S     | ¼     | ½     | ½     | F     | F     |
| Vitesse par équipes femmes   | S     | SF    | F     |       |       |       |       |       |       |       |       |       |       |       |       |       |       |       |       |
| Poursuite par équipes femmes | S     | S     | S     | ½     | F     | F     |       |       |       |       |       |       |       |       |       |       |       |       |       |
| Course à l'américaine femmes |       |       |       |       |       |       |       |       |       |       |       | F     | F     |       |       |       |       |       |       |
| Omnium femmes                |       |       |       |       |       |       |       |       |       |       |       |       |       |       |       | SC    | TE    | EL    | CP    |

## Résultats

### Hommes
| Podiums                   |                                                                             |                                                                               |                                                                                  |
| Route Résultats détaillés |                                                                             |                                                                               |                                                                                  |
| Course en ligne           | Richard Carapaz                                                             | Wout van Aert                                                                 | Tadej Pogačar                                                                    |
| Contre-la-montre          | Primož Roglič                                                               | Tom Dumoulin                                                                  | Rohan Dennis                                                                     |
| Piste Résultats détaillés |                                                                             |                                                                               |                                                                                  |
| Keirin                    | Jason Kenny                                                                 | Azizulhasni Awang                                                             | Harrie Lavreysen                                                                 |
| Vitesse individuelle      | Harrie Lavreysen                                                            | Jeffrey Hoogland                                                              | Jack Carlin                                                                      |
| Vitesse par équipes       | Pays-Bas Roy van den Berg Harrie Lavreysen Jeffrey Hoogland Matthijs Buchli | Grande-Bretagne Ryan Owens Jack Carlin Jason Kenny                            | France Florian Grengbo Sébastien Vigier Rayan Helal                              |
| Poursuite par équipes     | Italie Simone Consonni Filippo Ganna Francesco Lamon Jonathan Milan         | Danemark Lasse Norman Hansen Niklas Larsen Frederik Rodenberg Rasmus Pedersen | Australie Kelland O'Brien Sam Welsford Leigh Howard Alexander Porter Lucas Plapp |
| Course à l'américaine     | Danemark Lasse Norman Hansen Michael Mørkøv                                 | Grande-Bretagne Ethan Hayter Matthew Walls                                    | France Donavan Grondin Benjamin Thomas                                           |
| Omnium                    | Matthew Walls                                                               | Campbell Stewart                                                              | Elia Viviani                                                                     |
| VTT Résultats détaillés   |                                                                             |                                                                               |                                                                                  |
| Cross-country             | Tom Pidcock                                                                 | Mathias Flückiger                                                             | David Valero                                                                     |
| BMX Résultats détaillés   |                                                                             |                                                                               |                                                                                  |
| Freestyle                 | Logan Martin                                                                | Daniel Dhers                                                                  | Declan Brooks                                                                    |
| Racing                    | Niek Kimmann                                                                | Kye Whyte                                                                     | Carlos Ramírez                                                                   |

### Femmes
| Podiums                   |                                                                    |                                                                                   |                                                                                 |
| Route Résultats détaillés |                                                                    |                                                                                   |                                                                                 |
| Course en ligne           | Anna Kiesenhofer                                                   | Annemiek van Vleuten                                                              | Elisa Longo Borghini                                                            |
| Contre-la-montre          | Annemiek van Vleuten                                               | Marlen Reusser                                                                    | Anna van der Breggen                                                            |
| Piste Résultats détaillés |                                                                    |                                                                                   |                                                                                 |
| Keirin                    | Shanne Braspennincx                                                | Ellesse Andrews                                                                   | Lauriane Genest                                                                 |
| Vitesse individuelle      | Kelsey Mitchell                                                    | Olena Starikova                                                                   | Lee Wai-sze                                                                     |
| Vitesse par équipes       | Chine Bao Shanju Zhong Tianshi                                     | Allemagne Lea Sophie Friedrich Emma Hinze                                         | ROC Daria Shmeleva Anastasiia Voinova                                           |
| Poursuite par équipes     | Allemagne Franziska Brauße Lisa Brennauer Lisa Klein Mieke Kroeger | Grande-Bretagne Katie Archibald Laura Kenny Neah Evans Josie Knight Elinor Barker | États-Unis Megan Jastrab Jennifer Valente Chloe Dygert Emma White Lily Williams |
| Course à l'américaine     | Grande-Bretagne Katie Archibald Laura Kenny                        | Danemark Amalie Dideriksen Julie Leth                                             | ROC Gulnaz Khatuntseva Maria Novolodskaya                                       |
| Omnium                    | Jennifer Valente                                                   | Yumi Kajihara                                                                     | Kirsten Wild                                                                    |
| VTT Résultats détaillés   |                                                                    |                                                                                   |                                                                                 |
| Cross-country             | Jolanda Neff                                                       | Sina Frei                                                                         | Linda Indergand                                                                 |
| BMX Résultats détaillés   |                                                                    |                                                                                   |                                                                                 |
| Freestyle                 | Charlotte Worthington                                              | Hannah Roberts                                                                    | Nikita Ducarroz                                                                 |
| Racing                    | Beth Shriever                                                      | Mariana Pajón                                                                     | Merel Smulders                                                                  |

## Tableau des médailles
- Pays organisateur (Japon)

| Rang  | Nation           | Or | Argent | Bronze | Total |
| ----- | ---------------- | -- | ------ | ------ | ----- |
| 1     | Grande-Bretagne  | 6  | 4      | 2      | 12    |
| 2     | Pays-Bas         | 5  | 3      | 4      | 12    |
| 3     | Suisse           | 1  | 3      | 2      | 6     |
| 4     | Danemark         | 1  | 2      | 0      | 3     |
| 5     | États-Unis       | 1  | 1      | 1      | 3     |
| 6     | Allemagne        | 1  | 1      | 0      | 2     |
| 7     | Australie        | 1  | 0      | 2      | 3     |
| 7     | Italie           | 1  | 0      | 2      | 3     |
| 9     | Slovénie         | 1  | 0      | 1      | 2     |
| 9     | Canada           | 1  | 0      | 1      | 2     |
| 11    | Autriche         | 1  | 0      | 0      | 1     |
| 11    | Chine            | 1  | 0      | 0      | 1     |
| 11    | Équateur         | 1  | 0      | 0      | 1     |
| 14    | Nouvelle-Zélande | 0  | 2      | 0      | 2     |
| 15    | Colombie         | 0  | 1      | 1      | 2     |
| 16    | Belgique         | 0  | 1      | 0      | 1     |
| 16    | Japon            | 0  | 1      | 0      | 1     |
| 16    | Malaisie         | 0  | 1      | 0      | 1     |
| 16    | Ukraine          | 0  | 1      | 0      | 1     |
| 16    | Venezuela        | 0  | 1      | 0      | 1     |
| 21    | France           | 0  | 0      | 2      | 2     |
| 21    | ROC              | 0  | 0      | 2      | 2     |
| 23    | Espagne          | 0  | 0      | 1      | 1     |
| 23    | Hong Kong        | 0  | 0      | 1      | 1     |
| Total | Total            | 22 | 22     | 22     | 66    |

## Records battus[10]
| Date        | Épreuve                                          | Cycliste(s)                                                                | Performance                      | Record |
| ----------- | ------------------------------------------------ | -------------------------------------------------------------------------- | -------------------------------- | ------ |
| 2 août 2021 | Poursuite par équipes masculine sur 4 000 mètres | Danemark Lasse Norman Hansen Niklas Larsen Frederik Madsen Rasmus Pedersen | 3 min 45 s 014 en qualifications | RO     |
| 3 août 2021 | Vitesse par équipes masculine                    | Pays-Bas Roy van den Berg Harrie Lavreysen Matthijs Büchli                 | 42 s 134 en qualifications       | RO     |
| 3 août 2021 | Poursuite par équipes masculine sur 4 000 mètres | Italie Simone Consonni Filippo Ganna Francesco Lamon Jonathan Milan        | 3 min 42 s 307 au 1er tour       | RM, RO |
| 3 août 2021 | Vitesse par équipes masculine                    | Pays-Bas Roy van den Berg Harrie Lavreysen Matthijs Büchli                 | 41 s 431 au 1er tour             | RO     |
| 3 août 2021 | Vitesse par équipes masculine                    | Pays-Bas Roy van den Berg Harrie Lavreysen Matthijs Büchli                 | 41 s 369 en finale               | RO     |
| 4 août 2021 | Poursuite par équipes masculine sur 4 000 mètres | Italie Simone Consonni Filippo Ganna Francesco Lamon Jonathan Milan        | 3 min 42 s 032 en finale         | RM, RO |
| 4 août 2021 | Vitesse individuelle masculine sur 200 mètres    | Jeffrey Hoogland                                                           | 9 s 215 en qualifications        | RO     |

| Date        | Épreuve                                         | Cycliste(s)                                                       | Performance                     | Record |
| ----------- | ----------------------------------------------- | ----------------------------------------------------------------- | ------------------------------- | ------ |
| 2 août 2021 | Vitesse par équipes féminine                    | Chine Bao Shanju Zhong Tianshi                                    | 31 s 804 en qualifications      | RM, RO |
| 2 août 2021 | Poursuite par équipes féminine sur 4 000 mètres | Allemagne Franziska Brauße Lisa Brennauer Lisa Klein Mieke Kröger | 4 min 7 s 307 en qualifications | RM, RO |
| 3 août 2021 | Poursuite par équipes féminine sur 4 000 mètres | Allemagne Franziska Brauße Lisa Brennauer Lisa Klein Mieke Kröger | 4 min 6 s 159 au 1er tour       | RM, RO |
| 3 août 2021 | Poursuite par équipes féminine sur 4 000 mètres | Allemagne Franziska Brauße Lisa Brennauer Lisa Klein Mieke Kröger | 4 min 4 s 242 en finale         | RM, RO |
| 6 août 2021 | Vitesse individuelle féminine sur 200 mètres    | Lea Sophie Friedrich                                              | 10 s 310 en qualifications      | RO     |